# Dietmar Kracht
Dietmar Kracht (* 1941 in Mannheim; † 3. Juli 1976 in West-Berlin) war ein deutscher Schauspieler.

## Leben
Dietmar Kracht wurde 1941 in Mannheim geboren und wuchs in schwierigen Verhältnissen in Ludwigshafen am Rhein auf. Er übernahm zunächst als Hilfsarbeiter vor allem Gelegenheitsjobs.
Laut Rosa von Praunheim prostituierte Kracht sich später im Berliner Strichermilieu, „in dem er oft eins auf die Schnauze bekam“.
Von Praunheim besetzte Kracht erstmals 1969 in seinem dritten Kurzfilm Schwestern der Revolution.
Kracht spielte neben Luzi Kryn auch die Hauptrolle in von Praunheims 1971 entstandenem Kultfilm Die Bettwurst und in der 1975 erschienenen, weniger erfolgreichen Fortsetzung Berliner Bettwurst.
Er ertrank am 3. Juli 1976 im Berliner Grunewaldsee, den er nach einem Kneipenbesuch mit Freunden als „Mutprobe“ allein durchschwimmen wollte. Kracht starb nur einen Tag vor Beginn der Dreharbeiten zu von Praunheims nächstem Film, in dem Kracht wieder eine Rolle erhalten hätte.

## Filmografie
- 1969: Schwestern der Revolution (Regie: Rosa von Praunheim)
- 1971: Nicht der Homosexuelle ist pervers, sondern die Situation, in der er lebt (Regie: Rosa von Praunheim)
- 1971: Die Bettwurst (Regie: Rosa von Praunheim)
- 1972: Was die Rechte nicht sieht, kommt erst recht aus dem Ohr heraus (Regie: Rosa von Praunheim)
- 1974: 1 Berlin-Harlem  (Regie: Lothar Lambert/Wolfram Zobus)
- 1975: Berliner Bettwurst (Regie: Rosa von Praunheim)